# All the Roadrunning
All the Roadrunning album je rezultat višegodišnje suradnje Marka Knopflera i Emmylou Harris.
Sve pjesme je napisao Mark Knopfler osim pjesme Love and Happiness (Emmylou Harris/Kimmie Rhodes).

## Popis pjesama
1. Beachcombing (4:13)
2. I Dug Up a Diamond (3:36)
3. This Is Us (4:35)
4. Red Staggerwing (3:00)
5. Rollin' On (4:12)
6. Love and Happiness (4:20)
7. Right Now (3:31)
8. Donkey Town (5:41)
9. Belle Starr (3:03)
10. Beyond My Wildest Dreams (4:23)
11. All the Roadrunning (4:49)
12. If This Is Goodbye (4:44)

## Izvođači
- Mark Knopfler - gitara, vokal
- Emmylou Harris - vokal
- Richard Bennett - gitara, havajska gitara
- Dan Dugmore - gitara, električna havajska gitara
- Paul Franklin - havajska gitara
- Glenn Duncan - mandolina, violina
- Stuart Duncan - violina
- Steve Conn - harmonika
- "The Memphis Horns" - puhački instrumenti
- Guy Fletcher - pianino, električne orgulje, sintesajzer
- Jim Cox - pianino, električne orgulje
- Glenn Worf - bas, kontrabas
- Danny Cummings - udaraljke, tamburin
- Chad Cromwell - udaraljke